# Franz-Josef Breuer
Franz-Josef Breuer (* 9. September 1948) ist ein ehemaliger deutscher Fußballspieler. Im Laufe seiner Karriere spielte der Offensivakteur insbesondere auf dem zweit- und dritthöchsten Spielniveau, dabei lief er für Alemannia Aachen, die SG Union Solingen und den OSC Bremerhaven in der 2. Bundesliga auf.

## Sportlicher Werdegang
Breuer begann mit dem Fußballspielen bei Borussia Brand. Später spielte er für den SC Jülich 1910 in der seinerzeit drittklassigen Verbandsliga Mittelrhein. Mit der Mannschaft spielte er im vorderen Ligabereich, verpasste aber regelmäßig hinter unter anderem Bayer 04 Leverkusen den Aufstieg in die Zweitklassigkeit. Dafür sorgte er im DFB-Pokal deutschlandweit für Aufsehen. Im Wettbewerb 1974/75 scheiterte man erst im Achtelfinale gegen Bundesliga-Absteiger Fortuna Köln nach einem torlosen Remis nach Verlängerung im regulären Spiel mit einer 0:1-Niederlage durch einen Treffer von Friedhelm Otters in der 87. Spielminute. Im  Wettbewerb 1975/76 erreichte der Klub die dritten Runde, in der Bundesligist Hamburger SV sich deutlich mit 4:0 durchsetzte. Auf dem Weg dorthin hatte Breuer als dreifacher Torschütze geglänzt.
Im Frühjahr 1976 verließ Breuer den Drittligisten und schloss sich Alemannia Aachen in der 2. Bundesliga an. Unter Trainer Gerhard Prokop, der Anfang des Jahres seinen Dienst als Trainer angetreten hatte, kam er in den letzten vier Partien der Spielzeit 1975/76 zum Einsatz. Nach seinem Debüt am 35. Spieltag beim 1:1-Remis gegen den FC St. Pauli an der Seite von Jo Montanes, Rolf Kucharski, Josef Bläser, Willi Reuter und Torschütze Peter Hermann war er im letzten Saisonspiel erstmals als Torschütze erfolgreich, zum 5:0-Erfolg über Westfalia Herne trug er zwei Tore bei. In der folgenden Spielzeit etablierte er sich als Stammspieler, mit acht Saisontoren war er zudem hinter Neuverpflichtung Heinz-Josef Kehr (23 Saisontore) und Heiko Mertes (9 Saisontreffer) drittbester vereinsinterner Torschütze. Dies Trefferzahl überbot er in der Spielzeit 1977/78 mit zehn Saisontoren in 36 Saisonspielen, nur Klaus-Dieter Bone war mit seinen zwölf Saisontoren bei der Alemannia erfolgreicher.
Im Sommer 1978 wechselte Breuer innerhalb der Nordstaffel der 2. Bundesliga zur SG Union Solingen. Hier kam er aber unter Trainer Horst Franz kaum zum Zug. Nach saisonübergreifend zwölf Ligaspielen, bei denen er nur sechs Mal in der Startelf stand und – ausgerechnet – beim 1:0-Erfolg über seinen Ex-Klub Alemannia Aachen im August 1978 seinen einzigen Treffer erzielte, zog er im Herbst 1979 zum Liganeuling OSC Bremerhaven weiter. Hier verursachte seine Verpflichtung Querelen, da Ligaobmann Dieter Rost vor dem Transfer nicht verständigt worden war und anschließend von seinem Funktionärsamt zurücktrat. Bei seinem Debüt bei der 1:4-Niederlage gegen Spitzenreiter Arminia Bielefeld erzielte er den Ehrentreffer, insgesamt traf er in 19 Spielen für den norddeutschen Klub viermal in der 2. Bundesliga. Am Saisonende verpasste er mit dem Klub unter Aufstiegstrainer Egon Coordes an der Seite von Hans-Joachim Böhm, Wolfgang Rolff, Erich Busch, Paul Linz, Rolf Kaemmer und Dušan Bukovac mit vier Punkten Rückstand auf das rettende Ufer den Klassenerhalt. Damit endete nach 103 Spielen und 25 Toren seine Karriere in der zweithöchsten Spielklasse.
Später trainierte Breuer zeitweise den Amateurklub VfR Venwegen.
Bezüglich Breuers Einsatzdaten bei Alemannia Aachen kommt es vereinzelt zu Verwechslungen mit Christian Breuer, der wenige Monate vor der Ankunft Breuers in Aachen dort seine aktive Laufbahn beendet hatte.